# Metapelma schwarzi
Metapelma schwarzi är en stekelart som först beskrevs av William Harris Ashmead 1890.  Metapelma schwarzi ingår i släktet Metapelma och familjen hoppglanssteklar. Inga underarter finns listade i Catalogue of Life.